# Аргентинська кухня

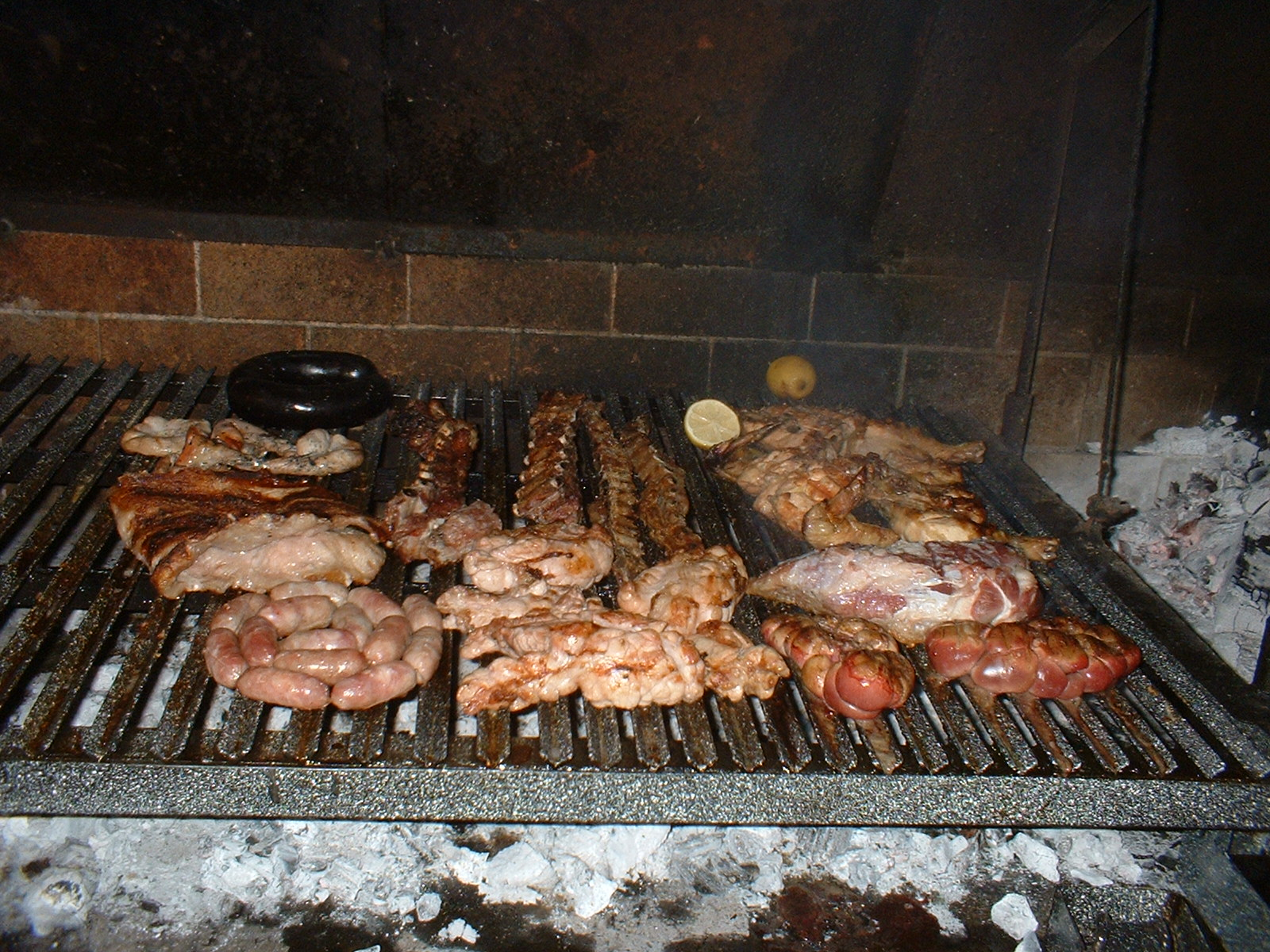
Асадо — одна з найвідоміших страв аргентинської кухні

Аргенти́нська ку́хня відзначається значним впливом європейської кухні. Вона поєднує риси італійських та іспанських, індіанських страв, африканської та креольської кухні.

## Кухня різних регіонів Аргентини
З огляду на гастрономічні уподобання населення, територію Аргентини можна поділити на чотири частини:
- північний захід (провінції Жужуй, Сальта, Катамарка, Тукуман, Сантьяго-дель-Естеро, Ла-Ріоха, Сан-Хуан, Мендоса, Сан-Луїс)
- північний схід (провінції Коррієнтес, Чако, Місьйонес, Формоса, значна частина Ентре-Ріос, північ Санта-Фе, схід Сантьяго-дель-Естеро)
- центр (провінції Буенос-Айрес, Кордова, центр і південь Санта-Фе, Пампа, частина Ентре-Ріос)
- південь (провінції Неукен, Ріо-Неґро, Чубут, Санта-Крус, Вогняна Земля).

### Північний захід

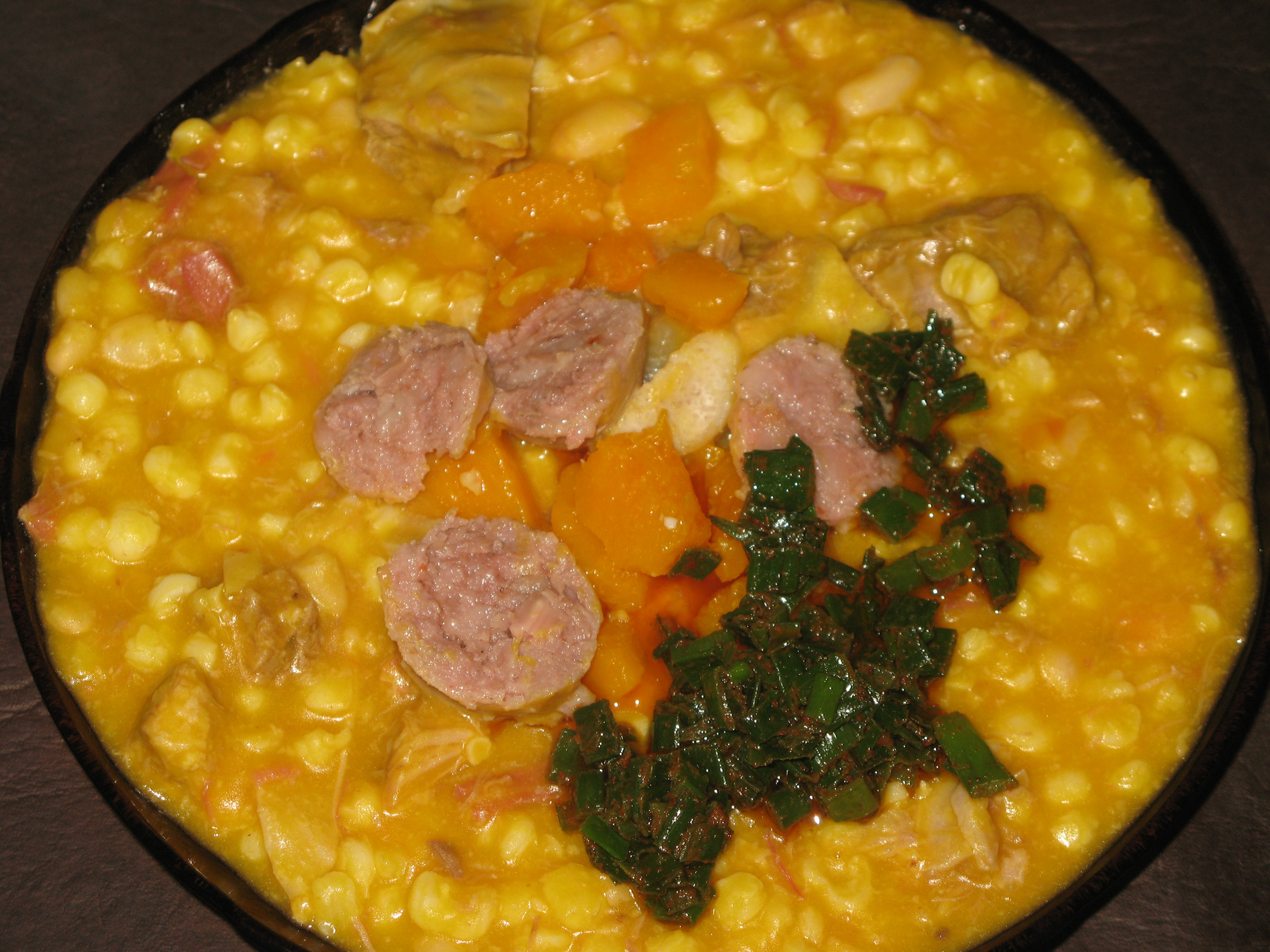
Локро — страва з маїсу, гарбуза, квасолі

Через те що північно-західна частина Аргентини була менш піддана впливу емігрантів, вона зберегла давні доіспанські традиції. Саме тому у раціоні досі відіграють значну роль традиційні маїс, картопля, перець, плоди рожкового дерева (ісп. taco) та ятоба. Також з овочів вживають кіноа, амарант, квасолю, помідори, гарбузи, авокадо, чайот.
Як і в інших регіонах Аргентини, найважливішим продуктом харчування є яловичина, але поряд з нею у їжу вживають також місцевих тварин, зокрема ламу, та завезених іспанцями: кіз, овець, свиней. З усіх цих тварин роблять ковбаси, пучеро, емпанадас, асадо, чаркі та чаркікан.
Традиційними стравами північного заходу є емпанадас та локро, а також кукурудзяний пиріг тамаль та умітас, запечені у кукурудзяному листі.
Так як цей регіон має значні площі виноградників, вино є важливою частиною раціону його населення. Також п'ють місцевий вид пива під назвою алоха.
Також тут готують різноманітні солодощі з батату, айви, чайоту, млинці патай, десерти боланчао та аньяпа, козячі сирки з медом, амбросія.

### Північний схід
Північно-східна зона відзначена значним впливом індіанців гуарані. Основними продуктами харчування тут є маніок, рис, прісноводна риба, якою повніють річки Парана й Уругвай, та напій мате.
Традиційними стравами є чіпа з маніоку, юки, сиру, яєць, сала та солі, мбеху на основі маніоку та соку юки, бульйон ревіро, парагвайський суп. Також поширені емпанадас, які тут часто готують з рису.
У їжу вживають асадо — запечене на камінні м'ясо капібари, кайманів, зебу, корів.
У регіоні росте велика кількість фруктів, тому традиційними є вживання їх соків та меду, кокосів, серцевини пальм. Також на заході вживають сок кактуса укле.
Провінції Коррієнтес та Місьйонес є найбільшими виробниками мате. Тут його вживають у вигляді терере — в суміші з травами, хвощем, льодом, цитрусовими соками, алкогольним напоєм канья тощо. П'ють мате з калабасів, або поронго — спеціальних висушених гарбузів.

### Центр

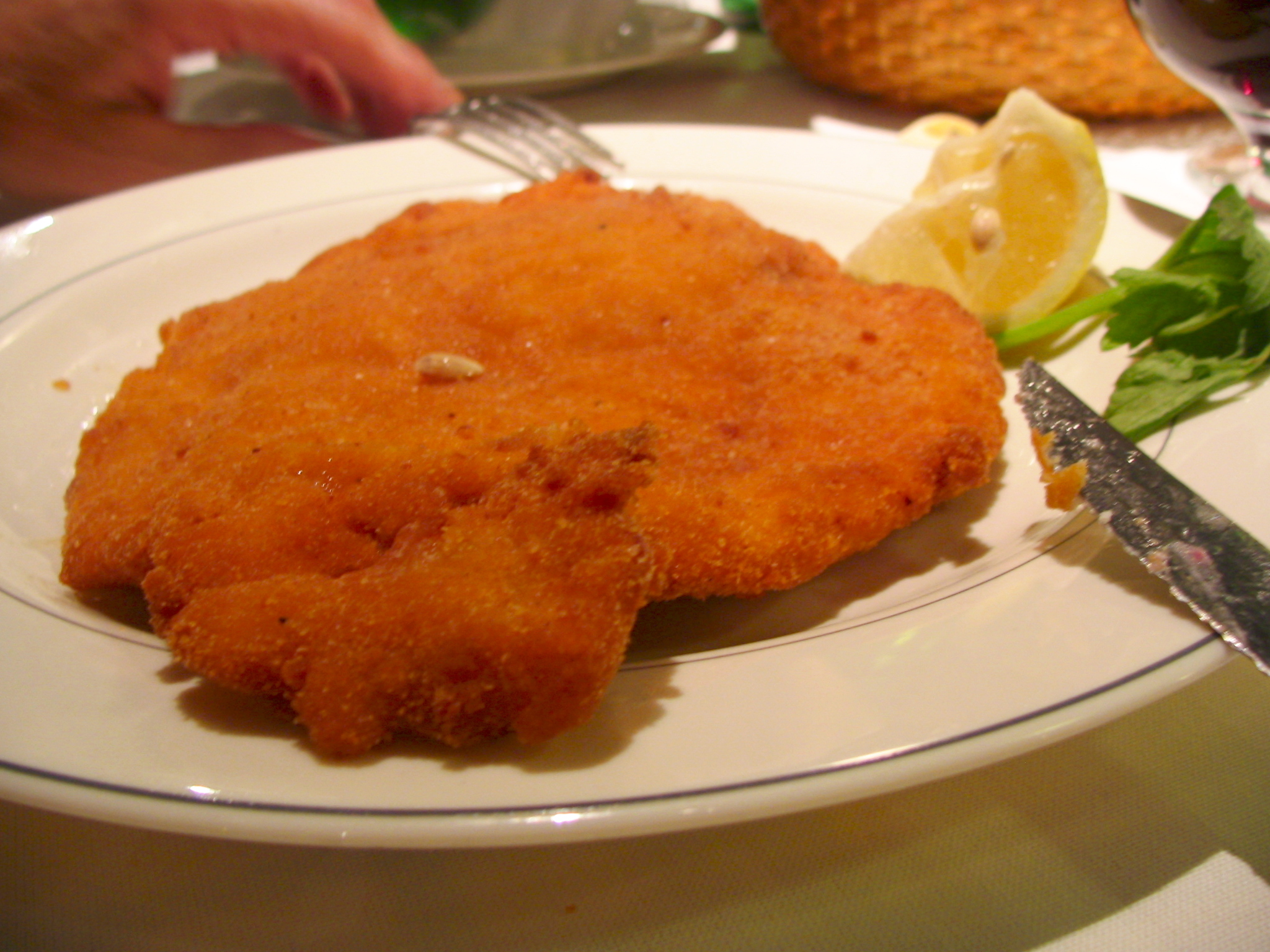
Міланеса

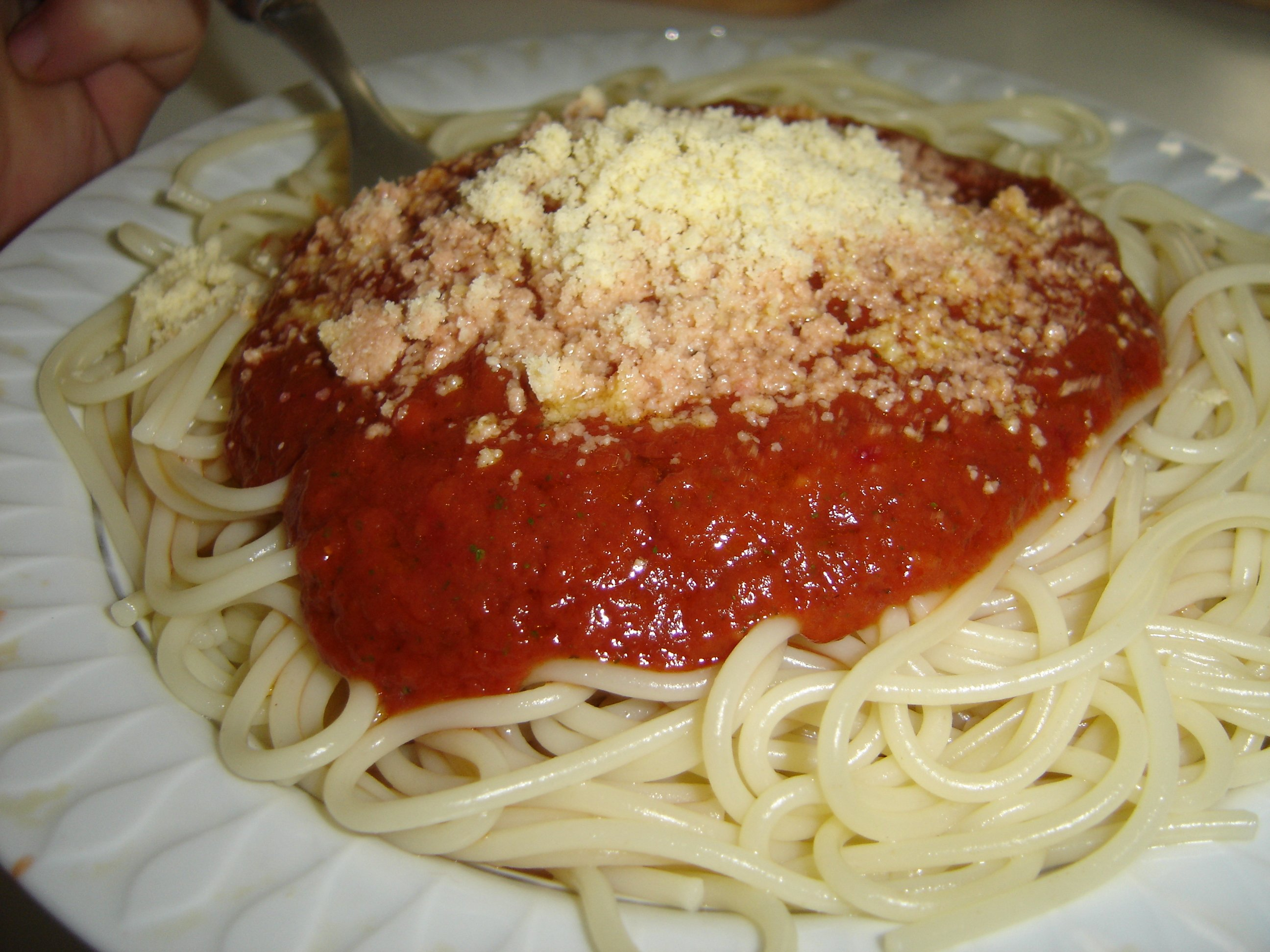
Спагеті з соусом туко

Центральний регіон зазнав значного впливу європейської культури, особливо італійців та іспанців. Зараз майже нічого не залишилося від традиційної кухні гаучо, окрім асадо, дульсе-де-лече, локро, мате, млинців, пиріжків та рисової каші з молоком.
У цій частині Аргентини найбільше вживають м'яса (особливо яловичини) у вигляді асадо, міланеси, ескалопів, біфів, чурраско (м'яса, підсмаженого на вугіллі).
Італійське походження мають популярні тут піца та макарони. Макарони часто заправляються сиром рикота, який також використовується у багатьох аргентинських десертах, та томатним соусом туко. Також з півночі Італії походить популярна в Аргентині полента та особуко.

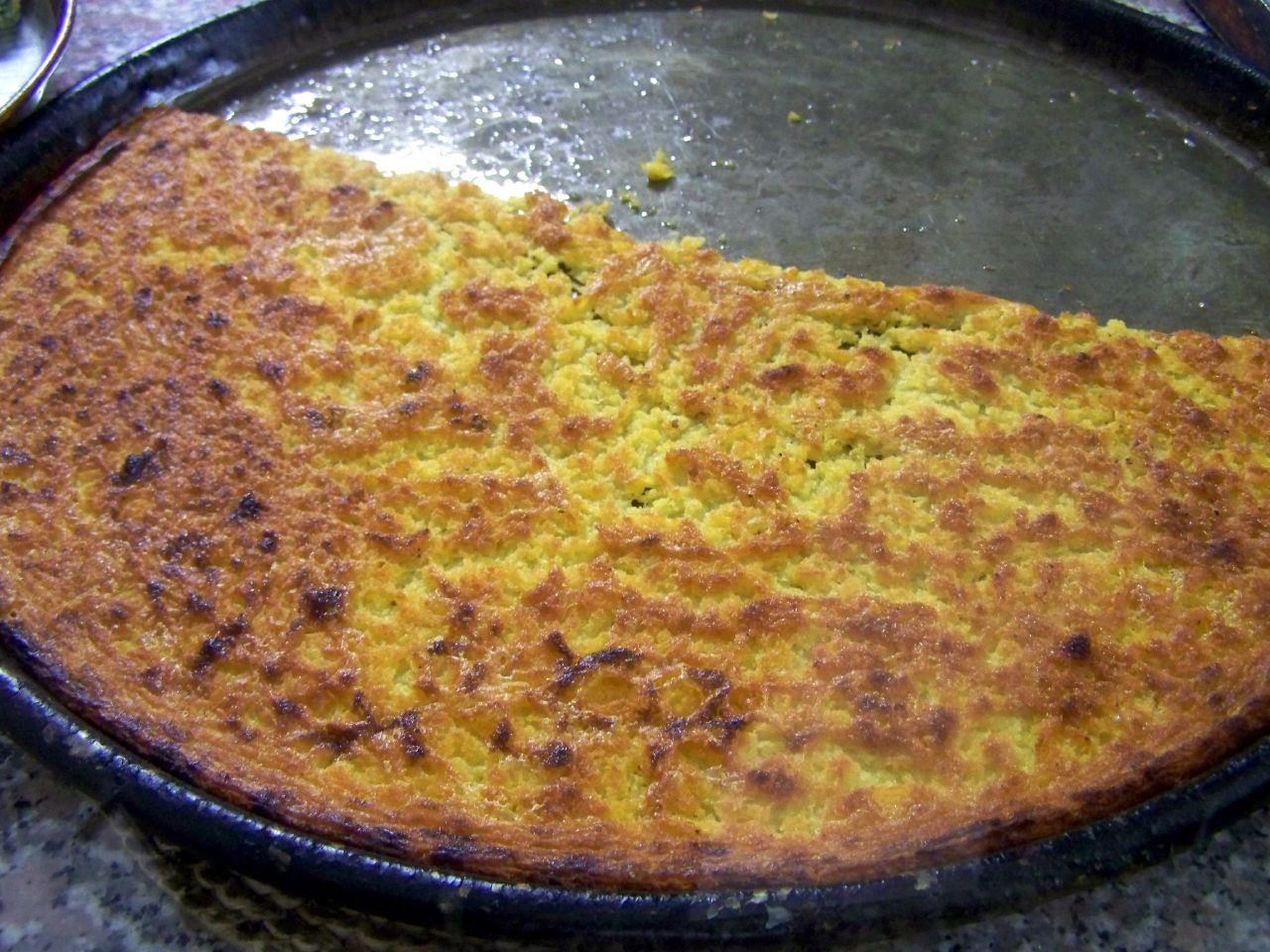
Файна

Ще однією популярною у центрі Аргентини стравою є файна (ісп. fainá) — пиріг з борошна з турецького гороху на оливковій олії. Як і в інших частинах Аргентини, в центрі їдять емпанадас.

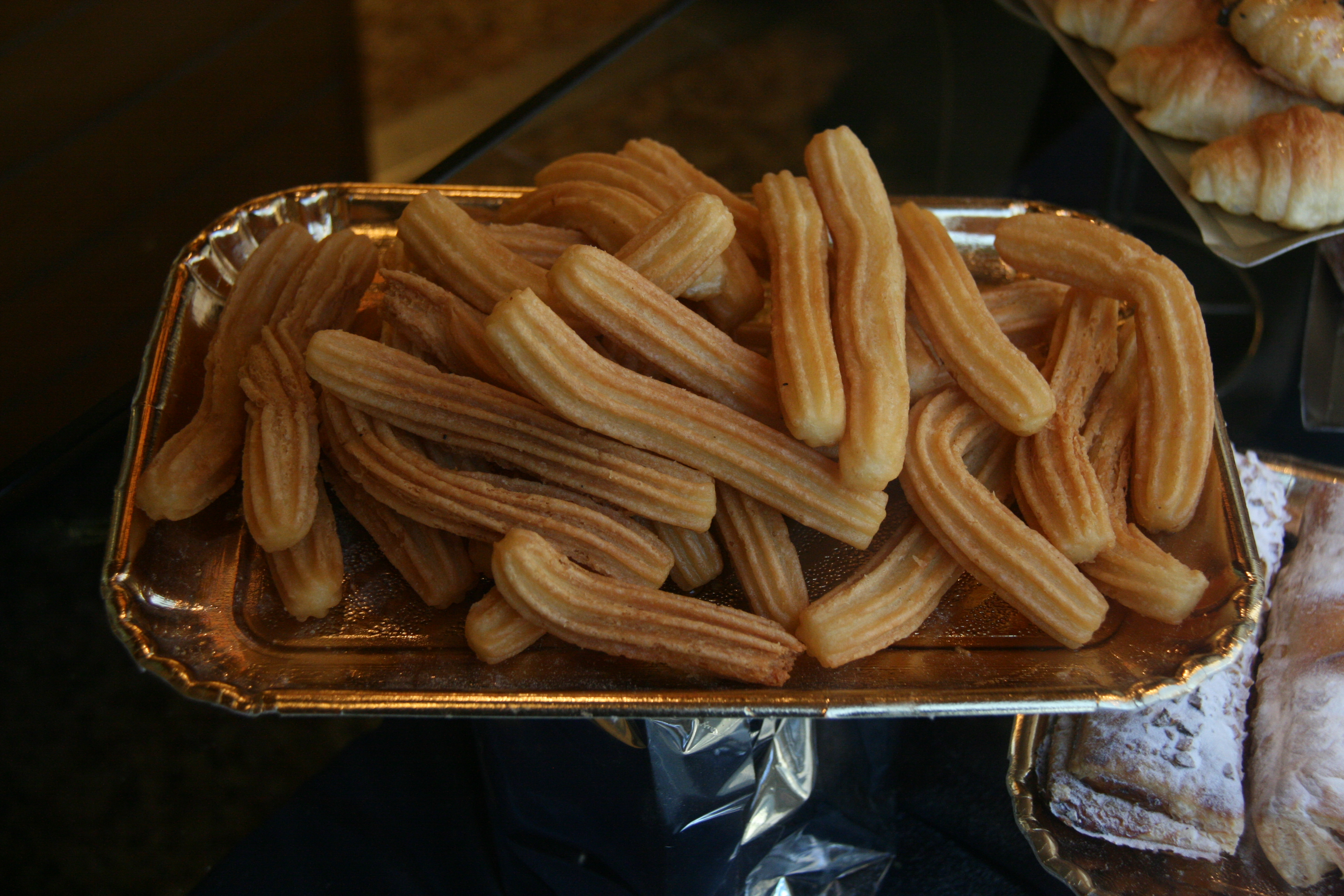
Чурос

Під впливом іспанців у аргентинській кухні з'явилися такі десерти як чурос, ансаїмаза, альфахори, торріхи, пончики-бунюелі, такі страви як тортилья, тефтелі, мондонго, крокети, хамон та багато інших. Також з Іспанії походять найпоширеніші солодощі Аргентини — дульсе-де-лече — варене згущене молоко.
Вплив французької кухні можна відзначити у таких розповсюджених стравах як омлет (або яєчна тортилья) та у багатьох холодних закусках.
Під впливом англійців стали популярними налисники (ісп. panqueques) та хлібці есконес, а також чай.
З російської кухні в Аргентину прийшов салат Олів'є, який тут називають просто російським салатом.
Вплив німецької кухні найпомітніший у солодощах, зокрема круасанах (ісп. medialunas), берлінських пончиках (ісп. borla de fraile), солодких рулетах пйононо.

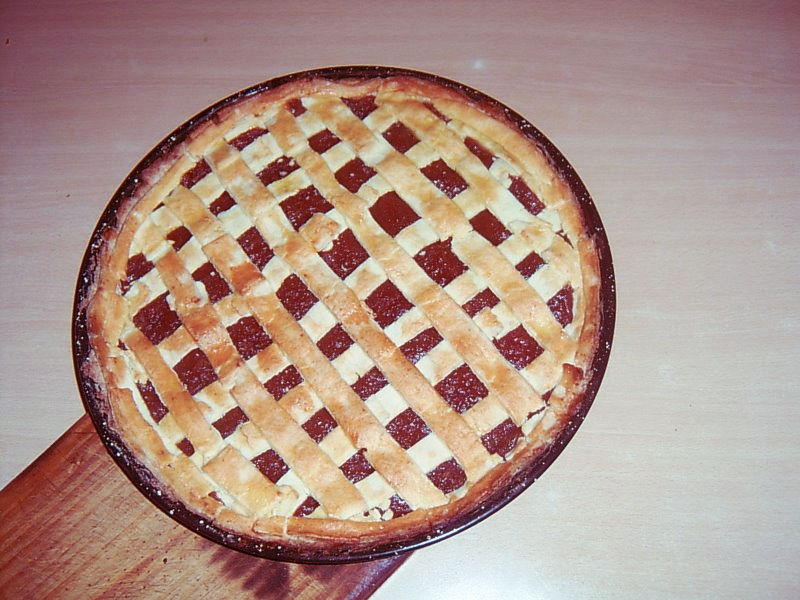
Домашня пастафрола

Іншими традиційними десертами є пиріг пастафрола, бісквіти, кекси, чорний торт шварцвальд (ісп. Torta de la Selva Negra), яблучний штрудель, флан, різноманітні фруктові салати, пудинги (ісп. Budín), тарти, збиті вершки (шантільський крем), десерт балькарсе, пеїско, мантеколь, печиво, карамель тощо.

### Південь
Атлантичне узбережжя дозволяє насолоджуватися різноманіттям і величезною кількістю продуктів моря: креветок, ракоподібних, кальмарів, восьминогів, устриць, мідій, океанічної риби, які використовують для приготування асадо, паштетів та касуели. Окрім риби та яловичини, на півдні Аргентини вживають свинину, козлятину, баранину, оленину.
Перед появою іспанців індіанці вживали в їжу м'ясо гуанако, броненосців, страусів нанду, куріпки і віскаші. М'ясо готували під гарячими каменями, заправляючи перцем та сіллю. Тільки в XIX сторіччі почали варити м'ясо разом з овочами. Також традиційними стравами були ньяко (борошно з пшениці, кукурудзи і ячменю), хліб з сім'я араукарії, приправа меркен, солодощі льяо-льяо (заморожений йогурт), фрукти.
У цьому регіоні окрім впливу італійської та іспанської кухні можна відзначити вплив кухні скандинавських країн та центральної Європи. Валлійці, що осіли у Чубуті, привнесли чорні пироги та сир чубут. Центральноєвропейські емігранти поширили рецепти десертів та солодощів з фруктів (вишень, яблук, суниць, шипшини, ожини, бузини, барбарису, милини, порічок, арраяну, черешень) та шоколаду.
Чилійські емігранти привезли такі страви як куранто і мількао.
Традиційними напоями є пиво, мате, біле вино типу рислінг

## Аргентинські солодощі

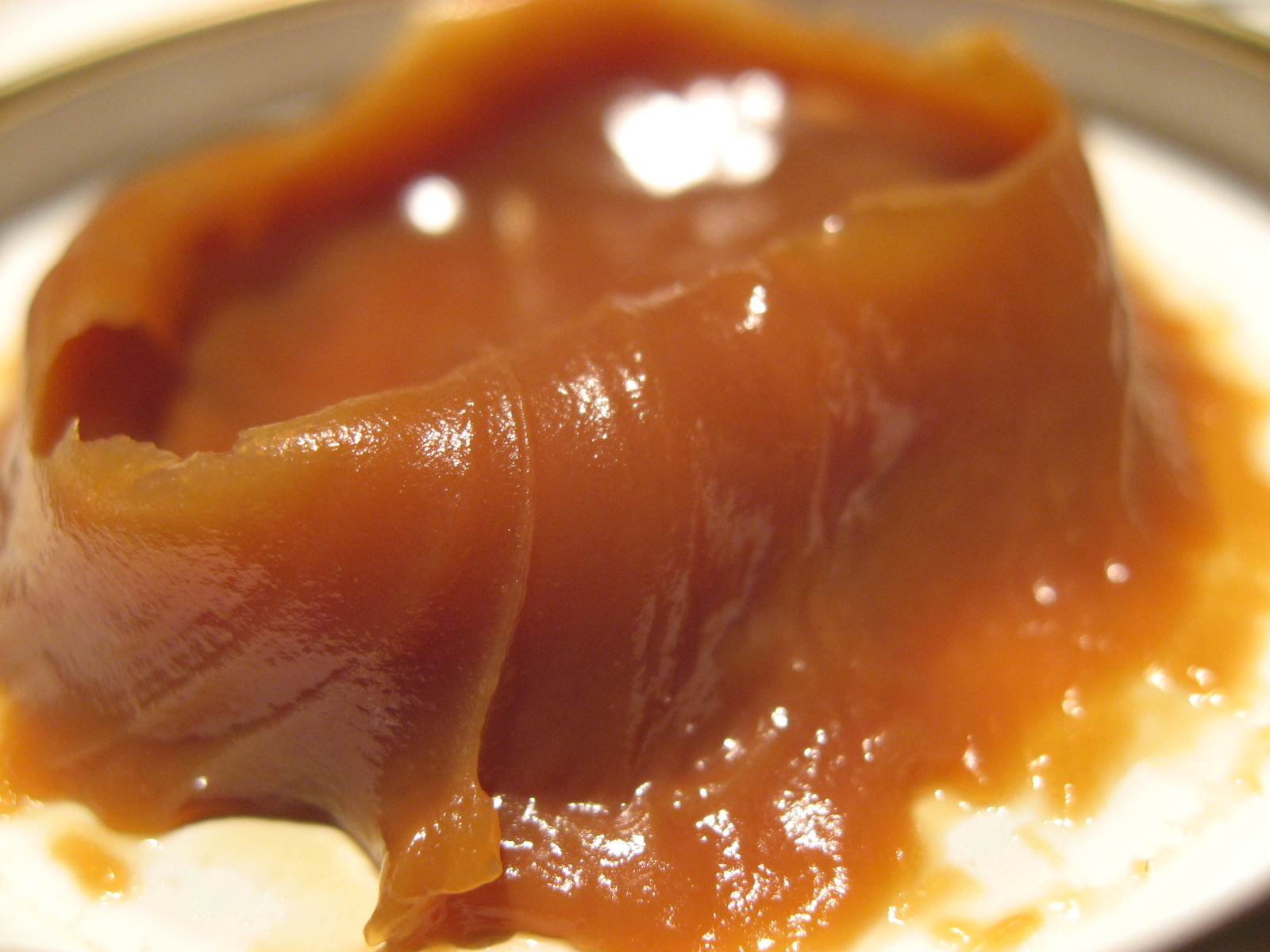
Дульсе-де-лече

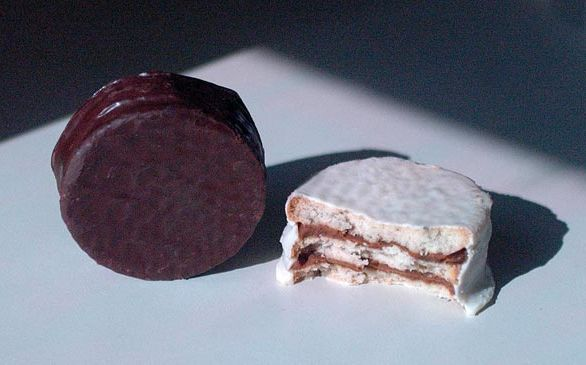
Альфахори

### Дульсе-де-лече
Найвідоміші десерти в аргентинській кухні — це дульсе-де-лече (ісп. dulce de leche) — виготовлене із молока та цукру, схоже на карамель, альфахори — пиріг, начинений дульсе-де-лече і политий шоколадом, і флан — щось на зразок пудинга политого дульсе-де-лече. Інший десерт — товстий шматок сиру зі шматочком мармеладу з айви або желе з батату — queso con dulce. Звісно, в залежності від регіону у десерти додають велику кількість фруктів.

### Масаморра
Масаморра — сільський десерт. Раніше в Буенос-Айресі на ринку його продавали звільнені раби. Існує легенда, що їхня масаморра була найкращою, оскільки перевозили її на конях, що сприяло ретельнішому її приготуванню, тому що десерт при такому перевезенні добре збовтувався. У північних провінціях Коррієнтес і Місьйонес цей десерт називали кагійї (ісп. caguiyi), у Сантьяго-дель-Естеро — апі (ісп. api). У провінції Коррієнтес масаморру вживали з медом, що індіанці гуарані збирали в лісі. Масаморру з медом і без молока вживали на півночі країни ще до появи іспанських завойовників.
Компоненти масамора: 1 л молока, 1/2 кг мамалиги, що замочується на ніч у 8 склянках води, 200 грамів цукру, ваніль. Для приготування відварюють кукурудзу у воді. Молоко кип'ятять з цукром і ваніллю і додають кукурудзу. На приготування потрібно 15 хвилин.

## Вина

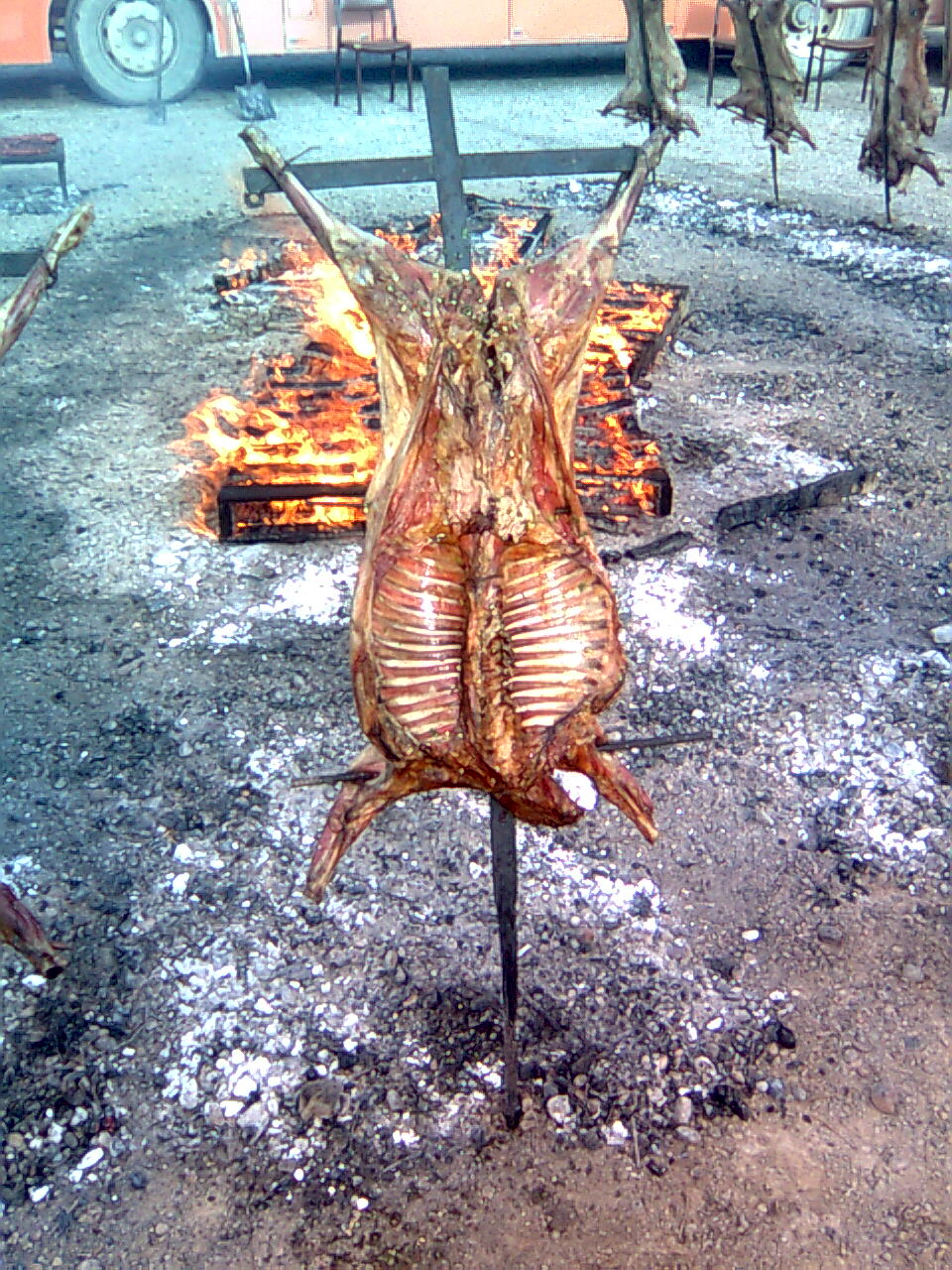
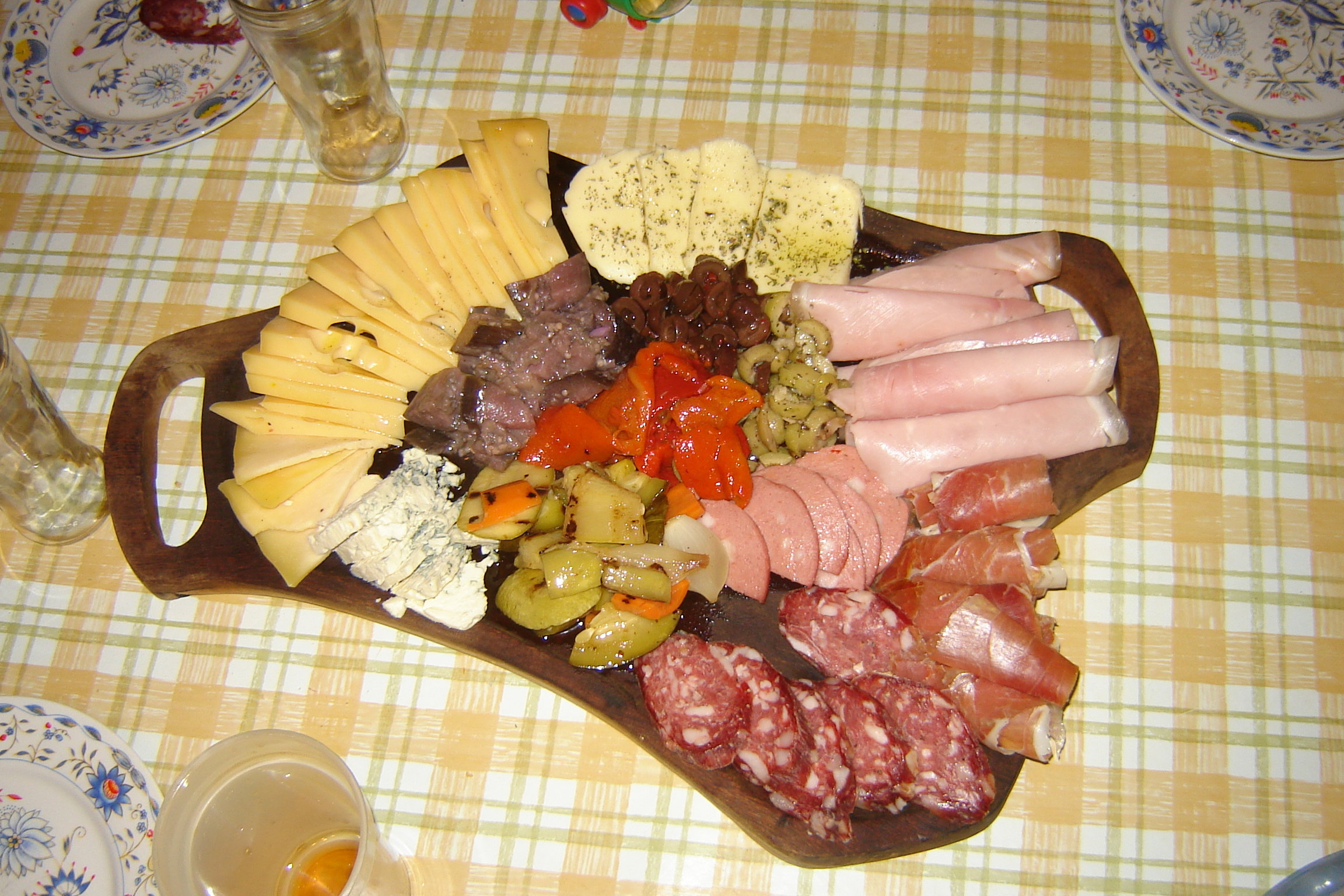
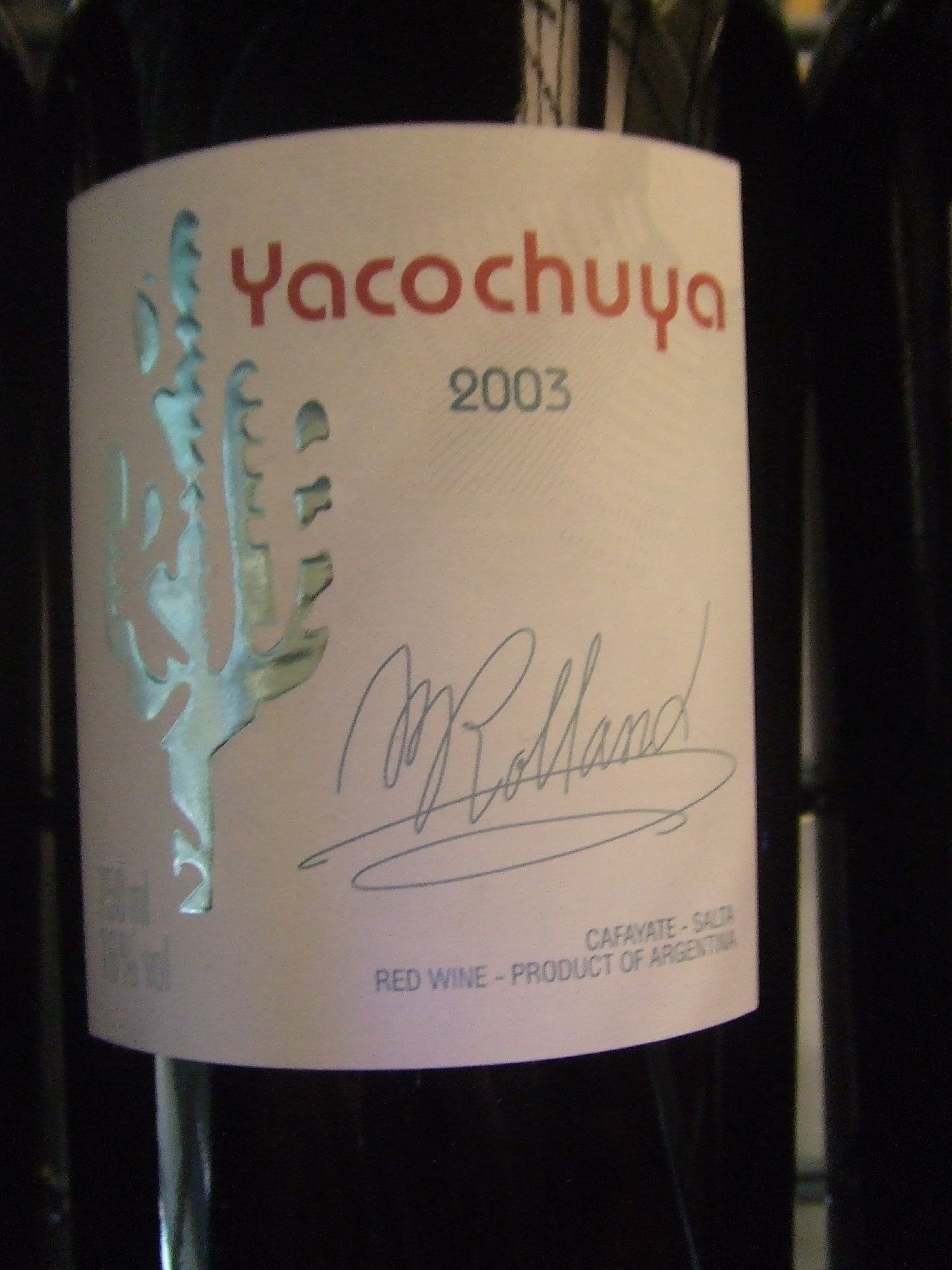
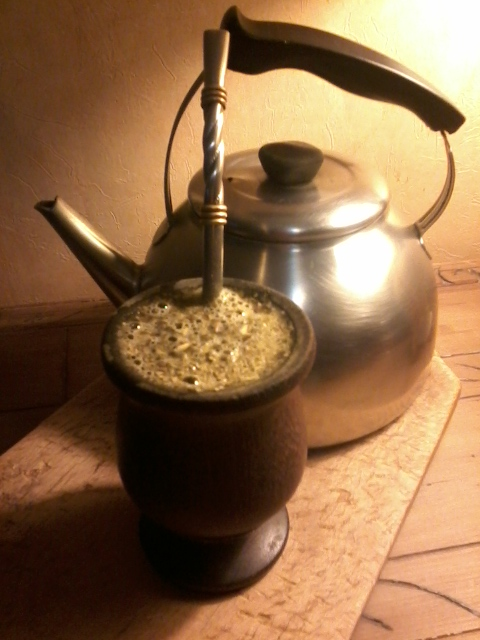
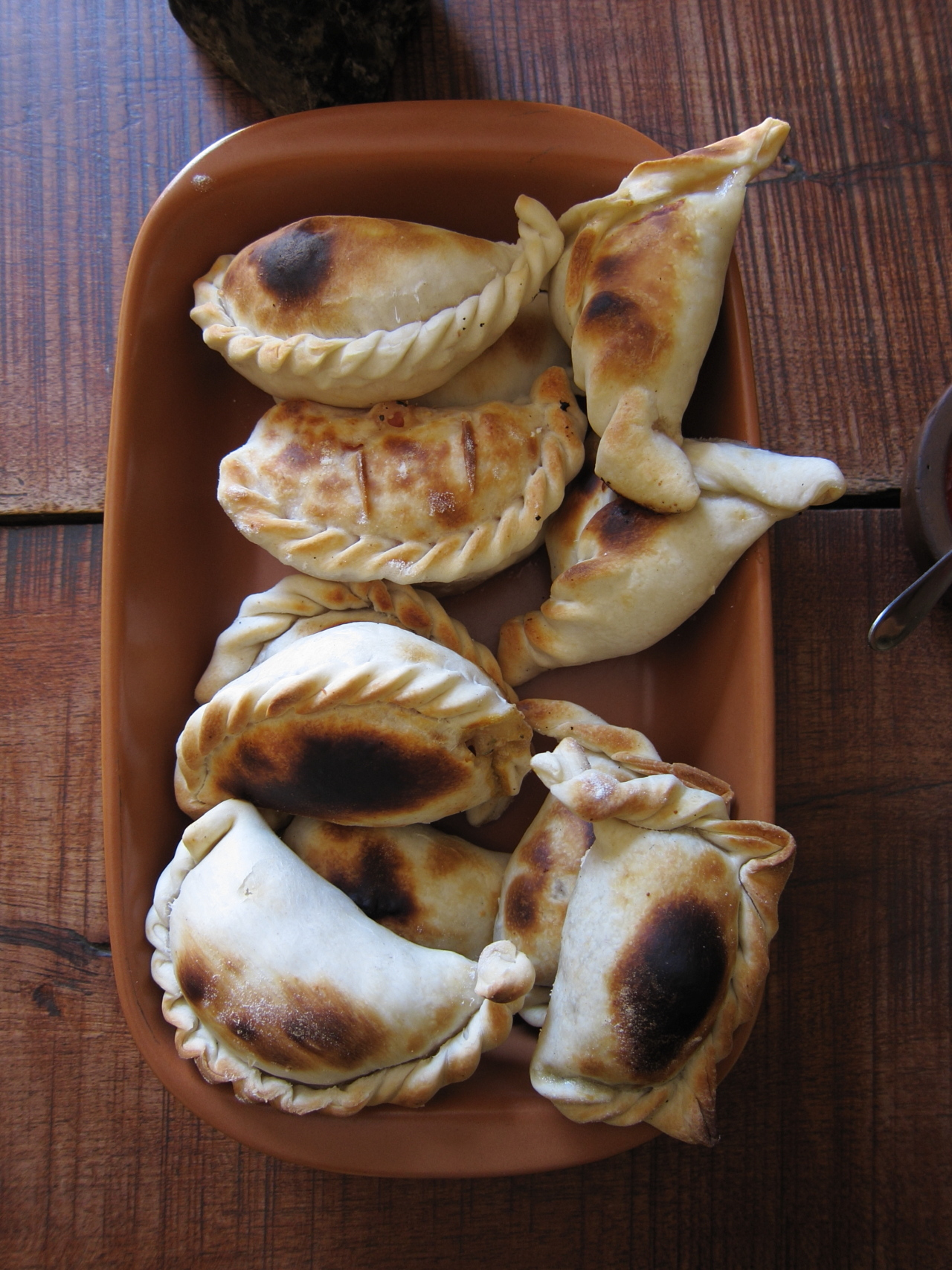

Перші виноградні лози були посаджені в аргентинській провінції Мендоса в 1566 році. Вино Мендоси перевозилося до Буенос-Айресу на мулах багато днів, що не могло сприяти поліпшенню якості вина. Найкращі вина завозилися з Іспанії та Португалії, що викликало хвилю обурення у винних виробників Мендоси. Вони навіть зверталися в іспанський суд, але до їхніх вимог ніколи не виявлялася увага.
Коли в 1885 році в Мендосі була відкрита залізниця, винну продукцію стали транспортувати потягом, унаслідок чого якість вина покращилася.
Зараз виноград вирощують у посушливому районі в передгір'ях Анд, на півночі провінції Сальта й у частині провінції Чубут у Патагонії (рівнина з висотами від 600 до 800 метрів над рівнем моря). Висота рівнини гарантує суворість зим, що необхідно цим рослинам. Дощ у цій провінції велика рідкість. Частіше випадає град, що за кілька секунд може цілком знищити виноградник.
Для поливу виноградників створюється система каналів. Щоб протистояти палючому сонцю, рослини підрізають так, щоб виноград міг дозрівати під листками.
Хоча в провінції Мендоса виробляється 70 відсотків всього аргентинського вина, у провінції Сан-Хуан, Ла-Ріоха, Сальта і Ріо-Неґро також роблять чудові вина.
Аргентина є виробником найкращих червоних вин у всій Південній Америці, а найкраще у світі аргентинське вино Мальбек — робиться в Мендосі. Найвідомішим серед білих вин є ароматне Торронтес, яке роблять у провінціях Ла-Ріоха й Сальта.